# Apukohai
Apukohai es un monstruo marino en la mitlogía de la isla de Kauai, (Hawái). Kawelo, un gigante de gran fuerza, se aparta de Oahu y encuentra a Apukohai. Después de una feroz lucha, Kawelo mata a Apukohai, después de haber invocado la ayuda de la diosa-lechuza y del dios-pez Ulu-makaikai. (Beckwith 1970:409-411).